# La Victoire des vaincus

La Victoire des vaincus est un téléfilm français de Nicolas Picard, diffusé en 2002 sur France 3.

## Synopsis
En juin 1940, dans un village de Franche-Comté occupé par les Allemands, cinq enfants décident de rentrer en résistance à leur façon, contre les envahisseurs allemands.

## Fiche technique
- Titre : La Victoire des vaincus
- Réalisation : Nicolas Picard
- Scénario : Lara Guirao et Nicolas Picard, d'après les romans de Raymond Vuillemin, La Chasse aux Doryphores et La Victoire des vingt culs
- Image : Carlo Varini
- Musique : Marc Perrone
- Montage : Marie-Françoise Michel
- Producteur : Jean Bigot
- Sociétés de production : VLP Productions, France 3
- Genre : Drame
- Durée : 105 minutes
- Date de diffusion : 4 mai 2002 sur France 3

## Distribution
- Guillaume Lefort : Dado enfant
- Alexandre Potier : Gugu enfant
- Adrien Gallo : Migrateur enfant
- Adrien Boyon : Têtu enfant
- Canis Crevillen : Charlotte enfant
- Charles Lelaure : Dado
- Frank Berjot : Gugu
- Nicolas Berger-Vachon : Migrateur
- Thomas Derichebourg : Têtu
- Mélodie Berenfeld : Charlotte
- Maurice Barrier : le grand-père
- Lara Guirao : Lucie
- Richard Sammel : le capitaine allemand

## Autour du film
Le tournage s'est déroulé du 20 août au 19 septembre 2001 dans l'ouest de du département de la Haute-Loire, principalement à Saint-Ilpize et Villeneuve-d'Allier.